# Potamotrygon marinae
Potamotrygon marinae is een vissensoort uit de familie van de zoetwaterroggen (Potamotrygonidae). De wetenschappelijke naam van de soort is voor het eerst geldig gepubliceerd in 2006 door Deynat.

## Aquaristiek
De soort wordt in Suriname voor export aangeboden.